# 佩氏小公魚
佩氏小公魚（学名：Anchoviella perezi）為輻鰭魚綱鲱形目鳀科的其中一種，分布於南美洲奧里諾科河河口流域，體長可達3.6公分，喜群游，棲息在河口區，以浮游生物為食。

## 擴展閱讀
維基物種上的相關：佩氏小公魚